# Pekulnei-Gebirge
Das Pekulnei-Gebirge (russisch Пекульней) ist ein Höhenzug im Autonomen Kreis der Tschuktschen in Nordost-Sibirien. 
Das Pekulnei-Gebirge erstreckt sich über 300 Kilometer in Nordnordost-Südsüdwest-Richtung. Der Gebirgszug bildet eine südliche Fortsetzung des Hochlands von Tschukotka. Er wird im Osten vom Fluss Tanjurer begrenzt. Dort fällt das Pekulnei-Gebirge zum Anadyrtiefland ab. Im Süden reicht das Gebirge bis zum Anadyr-Fluss. Im Westen trennt das  Tal der Belaja mit ihrem Quellfluss Jurumkuwejem und dessen linken Nebenfluss Bolschaja Ossinowaja das Pekulnei-Gebirge vom Anadyr-Plateau.
Die höchste Erhebung bildet die Koljutschaja (⊙) mit 1381 m. Das Gebirge ist geprägt von felsiger Tundra mit spärlicher Vegetation.